# یانگ ها-اون

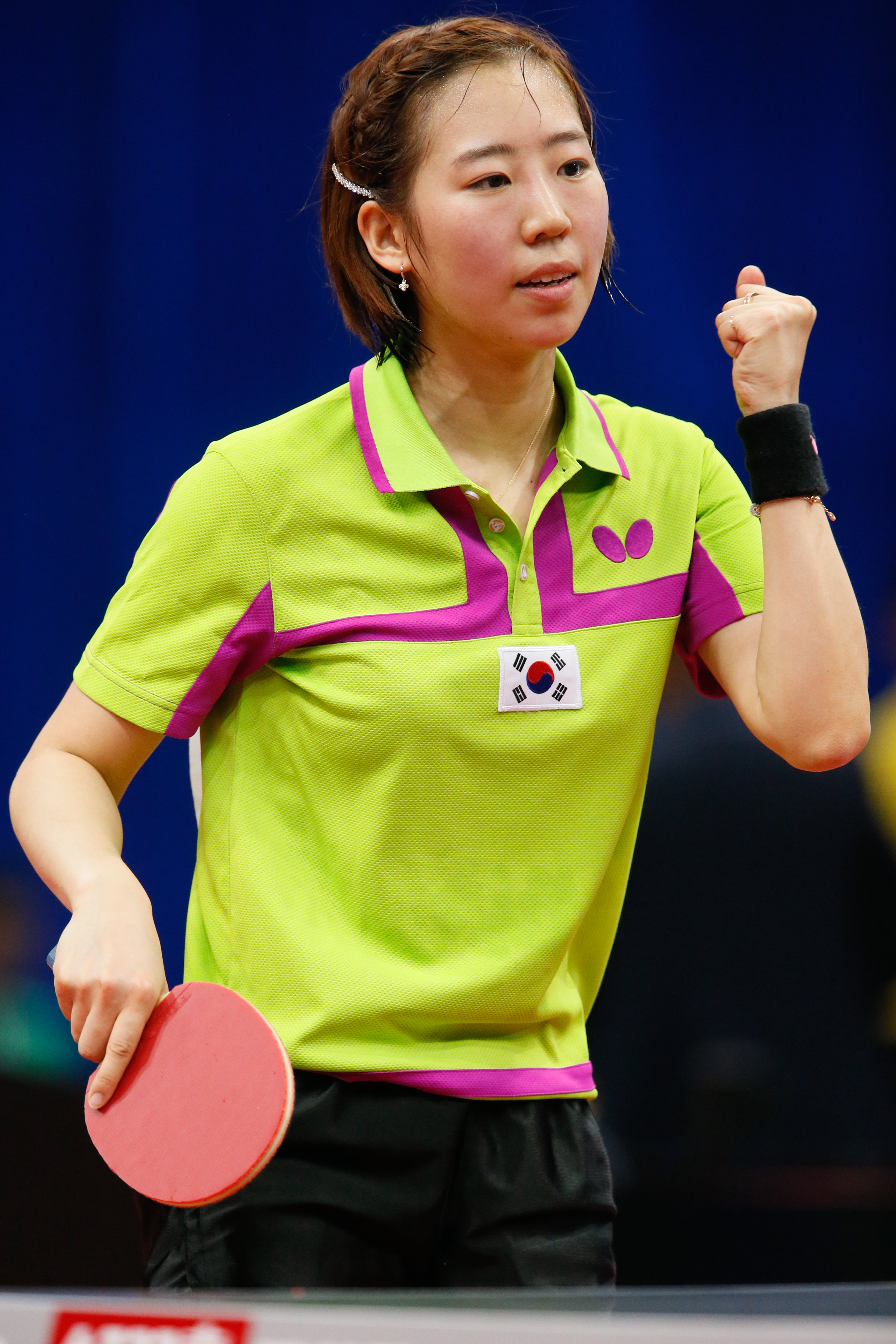
«یانگ ها-اون» در سال ۲۰۱۷

یانگ ها-اون (انگلیسی: Yang Ha-eun؛ زادهٔ ۲۵ فوریهٔ ۱۹۹۴) یک بازیکن تنیس روی میز است. 
وی در مسابقات کشوری و بین‌المللی در مجموع برنده ۱ مدال طلا، ۶ مدال برنز شده‌است.